# USS Kenneth D. Bailey (DD-713)
USS Kenneth D. Bailey (DD-713/DDR-713) là một tàu khu trục lớp Gearing được Hải quân Hoa Kỳ chế tạo vào giai đoạn cuối Chiến tranh Thế giới thứ hai. Nó là chiếc tàu chiến duy nhất của Hải quân Mỹ được đặt theo tên Thiếu tá Thủy quân Lục chiến Kenneth D. Bailey (1910-1942), người tử trận trong Chiến dịch Guadalcanal tại quần đảo Solomon và được truy tặng Huân chương Danh dự. Hoàn tất khi chiến tranh đã sắp kết thúc, con tàu tiếp tục phục vụ trong giai đoạn Chiến tranh Lạnh, và được cải biến thành tàu khu trục cột mốc radar với ký hiệu lườn DDR-713. Nó tiếp tục hoạt động cho đến khi xuất biên chế năm 1970, rồi được chuyển cho Iran vào năm 1975 để tháo dỡ làm nguồn phụ tùng.

## Thiết kế và chế tạo
Cái tên Kenneth D. Bailey ban đầu được đặt cho chiếc USS Kenneth D. Bailey (DE-552), một tàu khu trục hộ tống lớp John C. Butler, vào ngày 30 tháng 11 năm 1943; tuy nhiên DE-552 bị hủy bỏ vào ngày 10 tháng 6 năm 1944 và cái tên được chuyển cho DD-713 vào ngày 8 tháng 7 năm 1944.
Kenneth D. Bailey được đặt lườn tại xưởng tàu của hãng Federal Shipbuilding ở Newark, N.J. vào ngày 21 tháng 9 năm 1944. Nó được hạ thủy vào ngày 17 tháng 6 năm 1945; được đỡ đầu bởi bà Elizabeth Speissegger Bailey, vợ góa Thiếu tá Bailey, và nhập biên chế vào ngày 31 tháng 7 năm 1945 dưới quyền chỉ huy của Hạm trưởng, Trung tá Hải quân G. H. Richards, Jr.

## Lịch sử hoạt động

### Tàu khu trục DD-713, 1945 - 1952
Sau chuyến đi chạy thử máy huấn luyện tại khu vực biển Caribe, Kenneth D. Bailey hoạt động tại khu vực bờ biển Đại Tây Dương trải dài từ bờ biển New England cho đến khu vực Caribe. Hoạt động từ Newport, Rhode Island và Norfolk, Virginia, nó phục vụ như tàu canh phòng máy bay cho các tàu sân bay trong hoạt động huấn luyện và chuẩn nhận phi công hải quân, cũng như huấn luyện cho thủy thủ đoàn các tàu khu trục mới. Từ ngày 13 tháng 2 đến ngày 26 tháng 3 năm 1947, nó thực hiện chuyến đi dọc theo bờ biển Nam Mỹ, và quay trở về Norfolk vào ngày 31 tháng 3.
Vào ngày 10 tháng 11, Kenneth D. Bailey khởi hành từ Norfolk cho lượt đầu tiên trong số nhiều dịp được phái sang khu vực Địa Trung Hải trong giai đoạn Chiến tranh Lạnh. Từ ngày 13 tháng 12 đến ngày 5 tháng 1, 1948, nó tuần tra ngoài khơi bờ biển Hy Lạp; và khi hoạt động tại khu vực Đông Địa Trung Hải từ ngày 13 tháng 1 đến ngày 12 tháng 5, 1949, nó hỗ trợ cho việc duy trì những thỏa thuận hòa bình sau cuộc Chiến tranh Ả Rập-Israel 1948, cũng như ngăn ngừa xung đột giữa Ý và Nam Tư do việc tranh chấp khu vực Trieste. Một lần nữa từ ngày 3 tháng 9, 1951 đến ngày 4 tháng 2, 1952, con tàu hoạt động tuần tra tại Địa Trung Hải trải rộng suốt từ Tây Ban Nha cho đến Thổ Nhĩ Kỳ để giúp duy trì sự ổn định tại khu vực.
Ngoài các lượt được phái sang phục vụ cùng Đệ Lục hạm đội, Kenneth D. Bailey tham gia những hoạt động thường lệ dọc theo vùng bờ Đông và vùng biển Caribe cùng những chuyến đi đến vùng biển Bắc Cực và khu vực Bắc Âu. Nó đảm trách nhiều nhiệm vụ khác nhau, bao gồm những chuyến đi huấn luyện quân nhân dự bị, hoạt động canh phòng máy bay và hộ tống cho các tàu sân bay và tham gia các cuộc tập trận hạm đội. Nó đi vào Xưởng hải quân Boston vào ngày 2 tháng 12, 1952 và được cho xuất biên chế vào ngày 22 tháng 12, để được hiện đại hóa và cải biến thành một tàu khu trục cột mốc radar.

### Tàu khu trục cột mốc radar DDR-713, 1953 - 1970
Được xếp lại lớp với ký hiệu lườn mới DDR-713, Kenneth D. Bailey nhập biên chế trở lại vào ngày 29 tháng 8, 1953 dưới quyền chỉ huy của Hạm trưởng, Trung tá Hải quân W. D. Gaddis. Đặt căn cứ tại Newport, nó tiếp tục hoạt động dọc theo vùng bờ Đông trước khi được phái sang phục vụ cùng Đệ Lục hạm đội vào ngày 19 tháng 5, 1954, tham gia các cuộc tập trận của Khối NATO tại khu vực Đông Địa Trung Hải trước khi quay trở về Newport vào ngày 28 tháng 9. Nó lại được phái sang khu vực Địa Trung Hải từ ngày 5 tháng 11, 1955 đến ngày 17 tháng 3, 1956, và vào tháng 2, 1956 đã tuần tra tại khu vực biển Hồng Hải dọc biên giới Ai Cập và Israel, phản ảnh mối quan tâm của Hoa Kỳ nhân vụ Khủng hoảng kênh đào Suez.
Vào tháng 4, 1957, Kenneth D. Bailey lại lên đường đi sang khu vực Đông Địa Trung Hải hỗ trợ cho chính phủ Jordan thân phương Tây của Vua Hussein. Trong chuyến hoạt động tiếp theo từ ngày 2 tháng 9, 1958 đến ngày 28 tháng 3, 1959, nó hỗ trợ cho những hoạt động quân sự tại Liban, sau khi xảy ra vụ khủng hoảng chính trị từ tháng 7, 1958. Do mâu thuẫn giữa các nhóm sắc tộc và tôn giáo dẫn đến xung đột và nguy cơ nội chiến, Tổng thống Camille Chamoun buộc phải nhờ đến sự can thiệp của quân đội Hoa Kỳ để duy trì hòa bình cho đến khi thành lập chính phủ liên hiệp mới.
Kenneth D. Bailey chuyển cảng nhà từ Newport đến Mayport, Florida vào ngày 16 tháng 6, 1959, và nó đi vào Xưởng hải quân Charleston tại Charleston, South Carolina vào ngày 26 tháng 1, 1960 cho một đợt nâng cấp kéo dài chín tháng, trong khuôn khổ Chương trình Hồi sinh và Hiện đại hóa Hạm đội (FRAM: Fleet Rehabilitation and Modernization). Được trang bị những bộ radar, sonar và thông tin liên lạc hiện đại, nó quay trở lại Mayport vào ngày 27 tháng 10, rồi lên đường vào ngày 14 tháng 11 để tuần tra tại vùng biển ngoài khơi Guatemala và Nicaragua nhằm ngăn chặn việc vận chuyển tiếp tế lực lượng và vũ khí từ Cuba đến các nước Trung Mỹ đang xảy ra xung đột và bạo loạn này. Chiếc tàu khu trục làm nhiệm vụ ngăn chặn này cho đến ngày 4 tháng 12, rồi quay trở về Mayport vào ngày 18 tháng 12 để chuẩn bị cho một chuyến đi khác sang Châu Âu.
Khởi hành từ Mayport vào ngày 9 tháng 2, 1961, Kenneth D. Bailey đi đến Gibraltar vào ngày 18 tháng 2, bắt đầu lượt hoạt động tại Địa Trung Hải cùng Đệ Lục hạm đội vốn đã đưa nó đi khắp khu vực từ bờ biển Pháp cho đến Hy Lạp, Thổ Nhĩ Kỳ và Liban. Trong bốn năm tiếp theo, chiếc tàu khu trục còn được phái sang hoạt động tại Địa Trung Hải thêm bốn lần nữa để hỗ trợ các hoạt động gìn giữ hòa bình của hạm đội. Quay trở về nhà sau chuyến đi cuối vào ngày 26 tháng 10, 1966, nó ở lại Mayport cho đến ngày 12 tháng 4, 1967, khi nó đi đến Xưởng hải quân Charleston để được đại tu. Nó được xếp lại lớp và quay trở lại ký hiệu lườn cũ DD-713 vào ngày 1 tháng 1, 1969.
Kenneth D. Bailey được cho xuất biên chế vào ngày 20 tháng 1, 1970. Tên nó được cho rút khỏi danh sách Đăng bạ Hải quân vào ngày 1 tháng 2, 1974, và con tàu được bán cho Iran vào ngày 13 tháng 1, 1975 để tháo dỡ làm nguồn phụ tùng cho những con tàu còn hoạt động.